# Ejército Popular Nacional Ruso
El Ejército Popular Nacional Ruso (alemán: Russische Nationale Volksarmee, ruso: Русская национальная народная армия, romanizado: Russkaya natsional'naya narodnaya armiya), abreviado RNNA, fue una unidad militar colaboracionista con la Alemania Nazi durante la Segunda Guerra Mundial. Estaba compuesto principalmente por emigrantes rusos con vínculos con los fascistas rusos radicados en Estados Unidos, como Anastasi Vonsiatski.

## Nombre
El Ejército Popular Nacional Ruso, como lo denominaban sus líderes, fue conocido por varios nombres a lo largo de su existencia. Aunque en sus galones y el material oficial se usaba ese término, los documentos alemanes se referían a ellos por dos nombres alternativos: Sonderverband Graukopf ("Grupo Especial Cabeza Gris") y Russisches Bataillon z.b.V. (Batallón Ruso de Propósito Especial).

## Historia
La propuesta de crear el Ejército Popular Nacional Ruso fue inicialmente presentada por el emigrado Sergei Nikitich Ivanov, quien era un representante de Anastasi Vonsiatski con vínculos con la Wehrmacht y el Partido Nazi, en Berlín. La propuesta obtuvo el apoyo de varios oficiales de alto rango de la Wehrmacht, incluidos los generales Max von Schenckendorff, Hellmuth Stieff y Claus von Stauffenberg. La idea se difundió dentro del Oberkommando der Wehrmacht como una posible solución para compensar las pérdidas de tropas alemanas en el Frente Oriental.
En marzo de 1942, Sergei Nikitich Ivanov se reunió con el mariscal de campo Günther von Kluge y recibió permiso para formar una unidad militar rusa compuesta por prisioneros de guerra soviéticos en localidades como Barysau, Smolensk, Róslavl y Viazma.La Abwehr, el servicio de inteligencia alemán, pronto se interesó en la RNNA, no solo para luchar contra los partisanos soviéticos en la retaguardia de las tropas alemanas, sino también para emplear a la unidad como saboteadores en territorio ocupado por los soviéticos, desplegándolos detrás de las líneas enemigas.

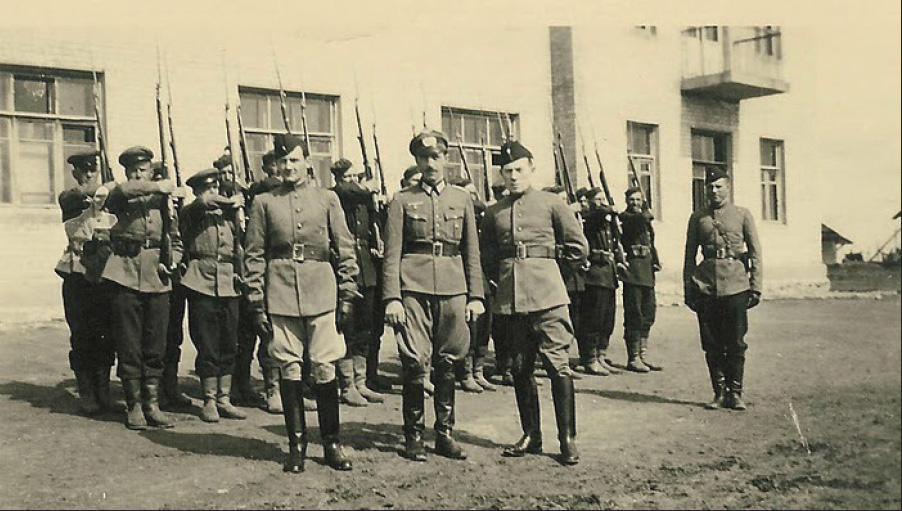
La RNNA en Asintorf, 1942.

La RNNA se formó en el pueblo de Asintorf, Bielorrusia, a unos 35 kilómetros al norte de Orsha, que se convirtió en la sede de la unidad. Sergei Nikitich Ivanov fue nombrado jefe de la unidad, mientras que Igor Sajarov asumió el cargo de ayudante de Ivanov. Constantine Kromiadi fue designado comandante del cuartel general central de la RNNA.
Inicialmente, la dirección de la RNNA se centraba en reclutar solo a anticomunistas entre los prisioneros de guerra, pero con el tiempo comenzó a aceptar a todos los prisioneros. En marzo de 1942, la unidad contaba con 150 miembros, y en mayo había crecido a 400. Para hacer el RNNA más atractivo para los prisioneros de guerra, Ivanov propuso el nombramiento de un comandante militar soviético que fuera "bien conocido y respetado entre el personal militar", y ofreció el puesto a Mijáil Fyodorovich Lukin. Sin embargo, Lukin rechazó unirse a la unidad.
Además de la instrucción militar, se difundía propaganda entre el personal de la RNNA, en la que se les decía a los soldados que su misión era "luchar contra el bolchevismo y el judaísmo para crear un nuevo Estado ruso y restaurar el sistema prerrevolucionario". Según informes de los partisanos soviéticos de la época, hasta un 40% del personal de la RNNA creía en estos ideales.
Desde el primer momento en que fueron descubiertos, los partisanos soviéticos se convirtieron en el objetivo principal de los guerrilleros de la RNNA. En un primer período, los contactos se limitaron a la agitación, pero los partisanos lograron obtener información de aquellos que servían en la RNNA y, además, lograron contrabandear equipo militar de la unidad a las líneas de los partisanos.
La RNNA sufrió constantes deserciones hacia los partisanos soviéticos. En un período de tres días en agosto de 1942, alrededor de 200 soldados de la unidad abandonaron sus filas y se unieron a los partisanos soviéticos.Sin embargo, el 3.er Batallón de la RNNA, ubicado en Berazinó, no experimentó estos problemas.
El 1 de septiembre de 1942, Vladimir Boyarsky fue nombrado jefe de la RNNA y, poco después, comenzó el entrenamiento de los batallones 4.º y 5.º de la unidad.Sin embargo, solo un mes después, la organización fue asumida directamente por los alemanes, y tanto Boyarsky como Georgy Zhilenkov, jefe del departamento de propaganda de la RNNA, fueron hechos prisioneros.
En 1943, el RNNA dejó de existir y sus fuerzas fueron transferidas al Frente Occidental.Tras la disolución de la unidad, algunos de sus miembros, como Zhilenkov y Kromiadi, se unieron al recién formado Ejército Ruso de Liberación.